# ويليام برادفورد (طباع)
ويليام برادفورد (بالإنجليزية: William Bradford)‏ هو طباع أمريكي، ولد في 1719 في نيويورك في الولايات المتحدة، وتوفي في 25 سبتمبر 1791.